# Свети Дух (Крагуевац)
„Свети Дух“ (на сръбски: Силаску Светог Духа на апостоле, Стара црква) е православна църква в Крагуевац, изградена в 1818 година.
В двора на църквата, която според преданието била първата изградена по тези земи църква по-висока от местната джамия (тогава все още Смедеревския санджак бил във васална зависимост от османския султан), са се провеждали на открито импровизираните народни събрания на християните от санджака, т.нар. Стара скупщина.
Именно там, в двора на тази Стара църква, пред Старата скупщина е прогласена през 1835 г. първата конституция на прогласеното в Ташмайдан 5 години по-рано автономно Княжество Сърбия.

## Галерия
- Църквата
- Иконостас и живопис
- Иконостас
- Живопис
- Камбанарията